# Neudorf (Neustadt/Vogtl.)
Neudorf ist ein Ortsteil der Gemeinde Neustadt/Vogtl. im sächsischen Vogtlandkreis. Der Ort wurde am 1. Juli 1950 eingemeindet.

## Geographie

### Geographische Lage
Neudorf befindet sich im südlichen Gemeindegebiet von Neustadt/Vogtl. Der Geigenbach, welcher die östliche Ortsgrenze bildet, wird nordwestlich von Neudorf in der Talsperre Werda (Geigenbachtalsperre) gestaut. Der Geigenbach entwässert in die Trieb. Zur Streusiedlung Neudorf gehören die Siedlungen „Ascherwinkel“ im Westen und „Breitenstein“ im Süden. Neudorf befindet sich im Zentrum des Vogtlandkreises und im sächsischen Teil des historischen Vogtlands. Geographisch liegt der Ort zum größten Teil im Osten des Naturraums Vogtland. Lediglich der unbesiedelte Südosten wird zum Naturraum Westerzgebirge gerechnet.

### Nachbarorte
| Poppengrün, Talsperre Werda (Flur Geigenbachtal) | Oberwinn                                    | Grünbach    |
| Werda                                            | Kompassrose, die auf Nachbargemeinden zeigt | Siehdichfür |
|                                                  | Schöneck/Vogtl.                             |             |

## Geschichte
Das Streudorf Neudorf wurde im Jahr 1551 als „zum Neuendörffel“ erwähnt. Die Grundherrschaft über den Ort lag um 1586 beim Rittergut Göltzsch und um 1791 beim Rittergut Dorfstadt. Neudorf gehörte bis 1856 zum kursächsischen bzw. späteren königlich-sächsischen Amt Plauen. 1856 wurde Neudorf dem Gerichtsamt Falkenstein und 1875 der Amtshauptmannschaft Auerbach angegliedert. Zwischen 1903 und 1909 entstand nordwestlich des Orts die Talsperre Werda (Geigenbachtalsperre).
Am 1. Juli 1950 wurde Neudorf nach Neustadt/Vogtl. eingemeindet. Durch die zweite Kreisreform in der DDR kam Neudorf als Teil der Gemeinde Neustadt/Vogtl. im Jahr 1952 zum Kreis Auerbach im Bezirk Chemnitz (1953 in Bezirk Karl-Marx-Stadt umbenannt), der 1990 als sächsischer Landkreis Auerbach fortgeführt wurde und 1996 im Vogtlandkreis aufging.

### Einwohnerstatistik
1586 lebten in Neudorf 9 besessene Mann; 1793 waren es 5 Gärtner und 12 Häusler.
| Jahr          | 1834 | 1871 | 1890 | 1910 | 1925 | 1939 | 1946 |
| ------------- | ---- | ---- | ---- | ---- | ---- | ---- | ---- |
| Einwohnerzahl | 133  | 241  | 208  | 227  | 198  | 160  | 146  |

1910 war Neudorf unter den 69 Kommunen der Amtshauptmannschaft Auerbach auf Rang 62 der Einwohnerstatistik. 1925 waren 198 Einwohner Lutheraner.

## Öffentlicher Nahverkehr
Neudorf wird über die PlusBus-Linie 50 des Verkehrsverbunds Vogtland im Stundentakt mit Rodewisch, Auerbach, Falkenstein, Oelsnitz und Plauen verbunden.